# 신철진
신철진(申哲振, 1956년 5월 29일 ~ )은 대한민국의 배우이다.

## 출연

### 영화
- 2020년 《결백》 ... 지영덕 역
- 2019년 《자전차왕 엄복동》 ... 기름집 사장 역
- 2018년 《식구》 ... 이발사 역
- 2017년 《다른 길이 있다》 ... 스님 역
- 2015년 《도리화가》 ... 아첨관리 역
- 2014년 《나의 독재자》 ... 마을이장 역
- 2014년 《가시》 ... 수위 역
- 2013년 《야관문: 욕망의 꽃》 ... 김 교장 역
- 2011년 《물 없는 바다》 ... 할아버지 역
- 2011년 《결정적 한방》 ... 군수 역
- 2011년 《오직 그대만》 ... 재활원 노인 역
- 2010년 《맨발의 꿈》 ... 신영훈 역
- 2010년 《7월 32일》 ... 박씨 역
- 2010년 《이웃집 남자》 ... 임 전무 역
- 2009년 《전우치》 ... 노숙자 역
- 2009년 《불꽃처럼 나비처럼》 ... 고종 환관 1 역
- 2009년 《날아라 펭귄》 ... 정 노인 역
- 2008년 《그 남자의 책 198쪽》 ... 늙은 경비 역
- 2008년 《여름, 속삭임》 ... 슈퍼주인 역
- 2008년 《크로싱》 ... 중년 남자 역
- 2008년 《경축! 우리 사랑》 ... 윤씨 역
- 2008년 《대한이, 민국씨》 ... 조 순경 역
- 2007년 《그림자》 ... 산장지기 역
- 2007년 《경축! 우리 사랑》 ... 윤씨
- 2007년 《동갑내기 과외하기 레슨 2》 ... 어학당 교수 역
- 2006년 《중천》 ... 촌장 역
- 2006년 《내 청춘에게 고함》 ... 정희 부 역
- 2006년 《여교수와 은밀한 매력》 ... 학장 역
- 2006년 《백만장자의 첫사랑》 ... 시골 담임 역
- 2005년 《베트남 처녀와 결혼하세요》 ... 아버지 역
- 2004년 《내 머리 속의 지우개》 ... 박 전무 역
- 2004년 《늑대의 유혹》 ... 사진사 역
- 2004년 《페이스》 ... 손 경장 역
- 2003년 《영어 완전 정복》 ... 이주사 역
- 2003년 《나비》 ... 조 선생 역
- 2003년 《튜브》 ... 박 기사 역
- 2003년 《쇼쇼쇼》 ... 동장 역
- 2001년 《화산고》 ... 한문 역
- 2001년 《조폭 마누라》 ... 현장소장 역
- 2000년 《불후의 명작》 ... 출판국 직원 역
- 2000년 《동감》 ... 수위 역
- 1999년 《카라》 ... 공장장 역
- 1999년 《북경반점》 ... 춘장농장 관리인 역
- 1998년 《처녀들의 저녁식사》 ... 부동산 아저씨 역
- 1998년 《키스할까요?》 ... 엘리베이터 남 2 역
- 1998년 《토요일 오후 2시》 ... 형사반장 역 (특별출연)
- 1997년 《박대박》 ... 청소부 역
- 1996년 《너희가 재즈를 믿느냐?》 ... 장남 역
- 1996년 《박봉곤 가출 사건》 ... 오씨 부인 역 (특별출연)
- 1996년 《본 투 킬》 ... 택시기사 역
- 1996년 《맥주가 애인보다 좋은 일곱가지 이유》 ... 악기상 주인 역
- 1995년 《개 같은 날의 오후》 ... 기동대 부관 역
- 1995년 《영원한 제국》 ... 현승헌 역
- 1994년 《어린 연인》 ... 화랑 책임자 역
- 1992년 《우리들의 일그러진 영웅》 ... 어른 김영팔 역
- 1992년 《김의 전쟁》 ... 여관 주인 역
- 1990년 《꼴찌부터 일등까지 우리반을 찾습니다》

### 드라마
- 《제5공화국》 (2005년, MBC) ... 정치근 역
- 《순금의 땅》 (2014년, KBS2) ... 이 회장 역
- 《리셋》 (2014년, OCN)
- 《디데이》 (2015년, JTBC)
- 《피리부는 사나이》 (2016년, tvN) ... 신원창 역
- 《불어라 미풍아》 (2016년, MBC)
- 《사임당, 빛의 일기》 (2017년, SBS)
- 《안단테》 (2017년, KBS1)
- 《오늘의 탐정》 (2018년, KBS2)
- 《리갈 하이》 (2019년, JTBC)
- 《특별근로감독관 조장풍》 (2019년, MBC)
- 《하이바이, 마마!》 (2020년, tvN)
- 《위험한 약속》 (2020년, KBS2) ... 태수의 아버지 역
- 《라켓소년단》 (2021년, SBS) ... 할아버지 역
- 《학교 2021》 (2021년, KBS2) .... 오장석 역

### 연극
- 2008년 해무
- 2008년 그대를 사랑합니다
- 1976년 서쪽나라와 장난꾸러기

## 수상 경력
- 2008년 제12회 히서연극상 올해의 연극인상
- 한국연극배우협회 회원